# إبراهيم بن أبي حفص
الشيخ إبراهيم بن أبي حفص والذي يُسمَّى أبو إسحاق الكاتب. هو من العلماء ورواة الحديث عند الشيعة الإثني عشرية إذ عُدَّ من أصحاب الحسن بن علي العسكري، فقد ذكره النجاشي بقوله: ”شيخ من أصحاب أبي محمد عليه السلام، ثقة، وجد له كتاب الرد على الغالية وأبي الخطاب“، وذكر مثل ذلك ابن المطهر الحلي في خلاصة الأقوال، وأمّا الطوسي فقد ذكره في الفهرست قائلاً عنه: ”إبراهيم بن أبي حفص أبو إسحاق الكاتب شيخ من أصحاب أبي محمد عليه السلام ثقة وجيه له كتب منها كتاب الرد على الغالية وأبي الخطاب وأصحابه“.
ولم تحدد هذه المصادر المراد بأبي محمد غير أن محسن الأمين استظهر كون المراد بأبي محمد هو الحسن العسكري، وقد اعتمد في ذلك على ذكر ابن داوود له في أصحاب العسكري، وقد ذكر مثل ذلك ابن حجر العسقلاني في لسان الميزان إذ قال: ”ذكره أبو جعفر الطوسي في رجال الشيعة وقال كان أحد المصنفين روى عن أبي محمد العسكري“.

## مؤلفاته
- الرد على الغالية وأبي الخطاب.[4]

### كتب
- أعيان الشيعة. محسن الأمين، طبع بيروت - لبنان، تاريخ الطبع مفقود، منشورات دار التعارف.
- الذريعة إلى تصانيف الشيعة. آغا بزرگ الطهراني، طبع بيروت - لبنان، تاريخ الطبع مفقود، منشورات دار الأضواء.
- لسان الميزان. ابن حجر العسقلاني، طبع بيروت - لبنان، 1390 هـ / 1971 م، منشورات مؤسسة الأعلمي للمطبوعات.

### إشارات مرجعية
1. ↑  
الطوسي، محمد بن الحسن. الفهرست. ص. 40. مؤرشف من الأصل في 2018-12-02.
2. ↑  
الأمين، محسن. أعيان الشيعة - ج2. ص. 116. مؤرشف من الأصل في 2019-12-09.
3. ↑  
العسقلاني، ابن حجر. لسان الميزان - ج1. ص. 49. مؤرشف من الأصل في 2019-12-09.
4. ↑  
الطهراني، آغا بزرگ. الذريعة إلى تصانيف الشيعة - ج10. ص. 212. مؤرشف من الأصل في 2019-12-15.